# 高取藩
高取藩（たかとりはん）は、大和国（現在の奈良県高市郡高取町）に存在した藩。藩庁は高取城。

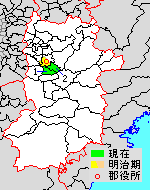
高市郡

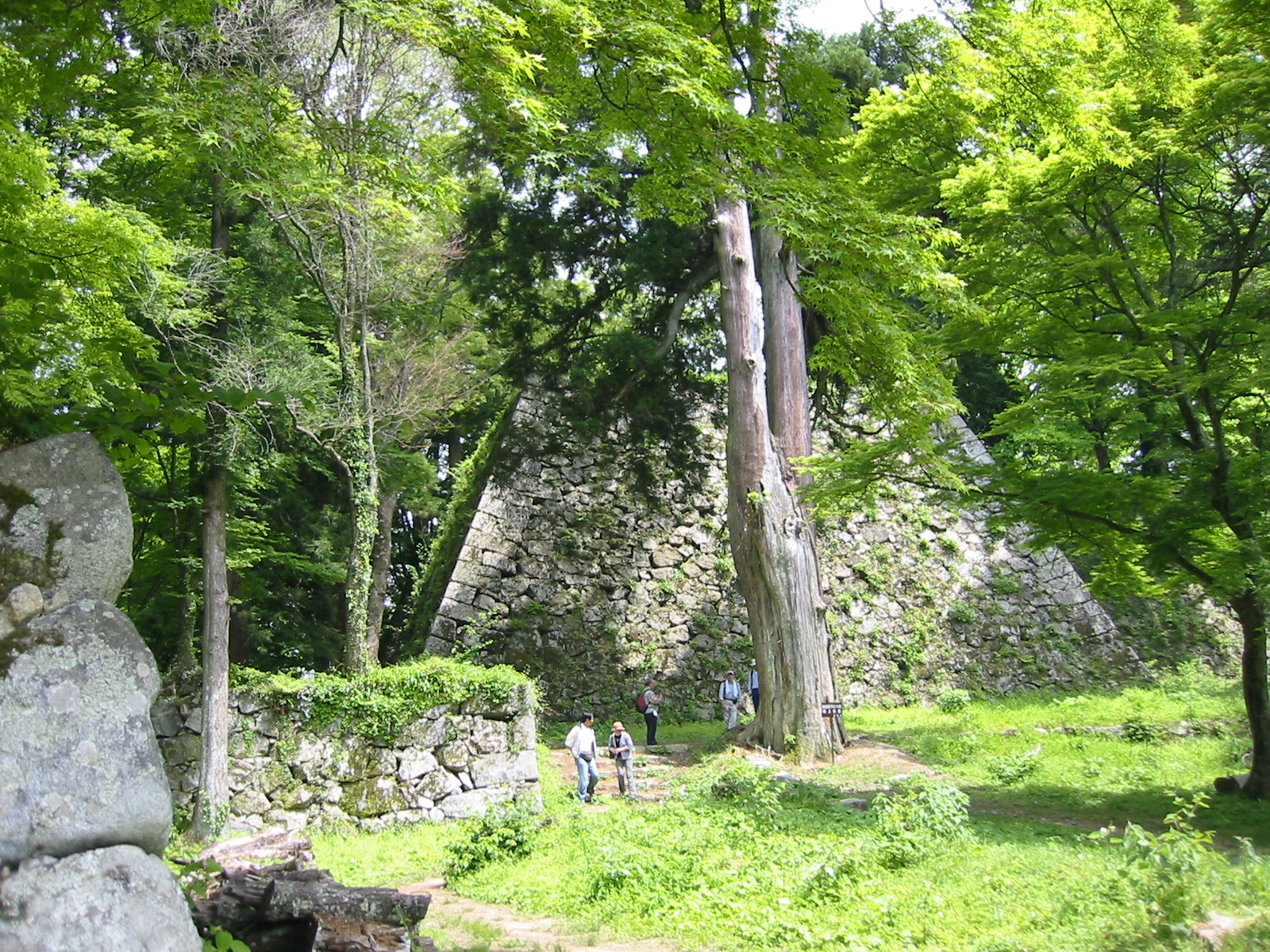
高取城天守台

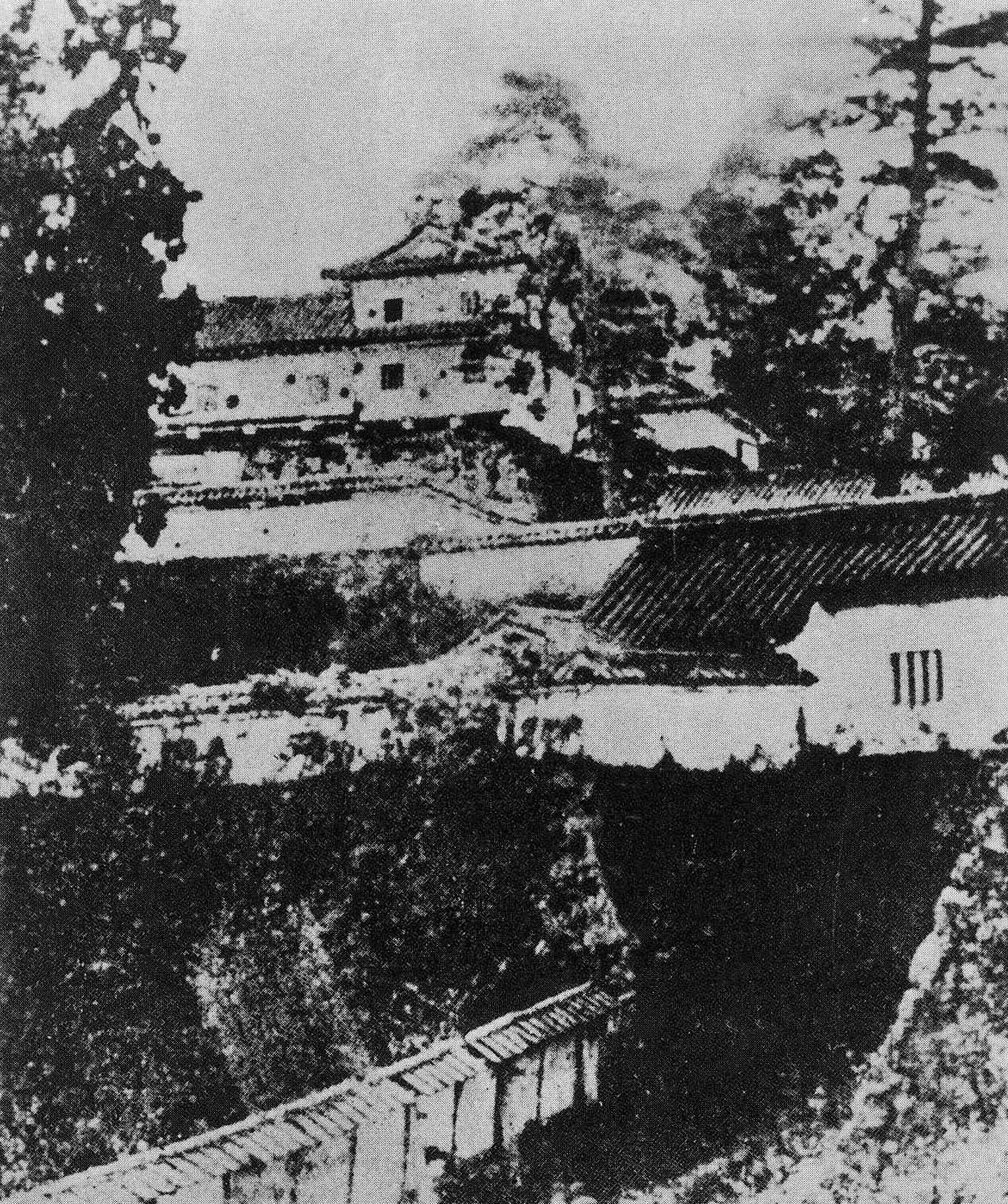
櫓群の古写真

## 藩史
大和国は戦国時代から安土桃山時代にかけて、織田信長に仕えた筒井順慶に支配されていたが、順慶の死後、天下の覇権を握った豊臣秀吉は、順慶の跡を継いだ筒井定次を伊賀上野に移封し、代わって弟の秀長に大和を与えた。秀長は家臣の本多利久に高取1万5000石を与え、利久は高取城の整備・拡張に努めた。利久の跡を継いだ本多俊政は、秀長の死後は秀吉に仕えたが、関ヶ原の戦いでは東軍に与して大和に攻め寄せてきた西軍相手に奮戦したことから、戦功により2万5000石に加増された（異説として3万石とも）。ちなみにこの尾張本多家は本多忠勝や本多正信らの本多氏とは何の血縁関係もない。
俊政の跡を継いだ子の本多政武は囲碁の名人であり、慶長15年（1610年）には囲碁本因坊戦で勝利している。また、大坂の陣においても徳川方として武功を挙げ、大坂城修築工事や高野山大塔造営奉行などで活躍したが、寛永14年（1637年）に嗣子なく死去して本多家は断絶し、しばらくは桑山一玄（大和新庄藩）と小出吉親（丹波園部藩）による城番時代が続いた。
寛永17年（1640年）10月19日、大番頭であった9000石の大身旗本である植村家政が、2万5000石に加増されて大名となり、再び高取藩が立藩された。第2代藩主・家貞は万治元年（1658年）7月7日、弟の政春に3000石を分与したため、石高は2万2000石となる。さらに第3代藩主・家言も貞享4年（1687年）8月25日に弟の政明に1000石、正澄に500石を分与したため、2万500石となった。
藩政においては第5代藩主・植村家包の時代である元文3年（1738年）から大和国における幕府領の預かりを任されている。これには外様大名であった大和宇陀松山藩の織田信武騒動などが原因であった。
第8代藩主・植村家利が遊女と入水心中事件を起こし、露見すれば改易となるところ、江戸屋敷の留守居役が情報を抑えて病死として届けたため、藩は改易を免れて無事存続した。第9代藩主・植村家長の時代には預かり地が6万6000石近くにまでなり、所領と合わせて約10万石となった。家長は奏者番や寺社奉行、若年寄、執政格などを歴任するなど幕政に参与した。この功績から4500石を加増され、高取藩は再び2万5000石となる。第10代藩主・植村家教は谷三山を招聘して尊王攘夷に傾倒し、これは幕末の高取藩に影響を与えた。
家教の後、植村家貴の代で植村家の男系は絶え、幕末の3人の藩主はいずれも他家から養子として迎えられた。その一人である第13代藩主・植村家保は大坂近海の防衛や天誅組の変鎮圧などで功績を挙げ、京都守備などでも活躍した。しかし谷三山の影響から尊王派であった植村家は、戊辰戦争においては官軍側に与して京都御所の警備につく。その後、大和芝村藩主・織田長易と共に大和における旧幕領の取締りを行なった。最後の藩主・植村家壺は明治2年（1869年）6月の版籍奉還により知藩事となり、明治4年（1871年）の廃藩置県で藩知事を辞任したことにより、高取藩は廃藩となる。その後、高取は高取県を経て、奈良県に編入された。
なお、植村家は酒井家や本多家などと共に戦国時代から徳川家に仕えた古参で、家康の下で抜群の戦功を挙げたことから、歴代藩主に家康の「家」を名乗ることを許されていた名門譜代であった。また、高取城は江戸時代を通じても珍しい山城であったため、交通に不便で寛永末期から藩主・家臣団の移転が始まり、城には城番が置かれるだけであった。

## 歴代藩主

### 本多家
3万石（異説として2万5000石）、外様
1. 本多俊政
2. 本多政武

### 幕府領時代の城番
1. 桑山一玄
2. 小出吉親

### 植村家
2万5000石 → 2万500石 → 2万5000石、 譜代
1. 植村家政
2. 植村家貞
3. 植村家言
4. 植村家敬
5. 植村家包
6. 植村家道
7. 植村家久
8. 植村家利
9. 植村家長
10. 植村家教
11. 植村家貴
12. 植村家興
13. 植村家保
14. 植村家壷

## 幕末の領地
- 大和国
  - 葛上郡のうち - 3村
  - 葛下郡のうち - 2村
  - 高市郡のうち - 79村
  - 十市郡のうち - 1村
  - 吉野郡のうち - 1村